# Mehlem

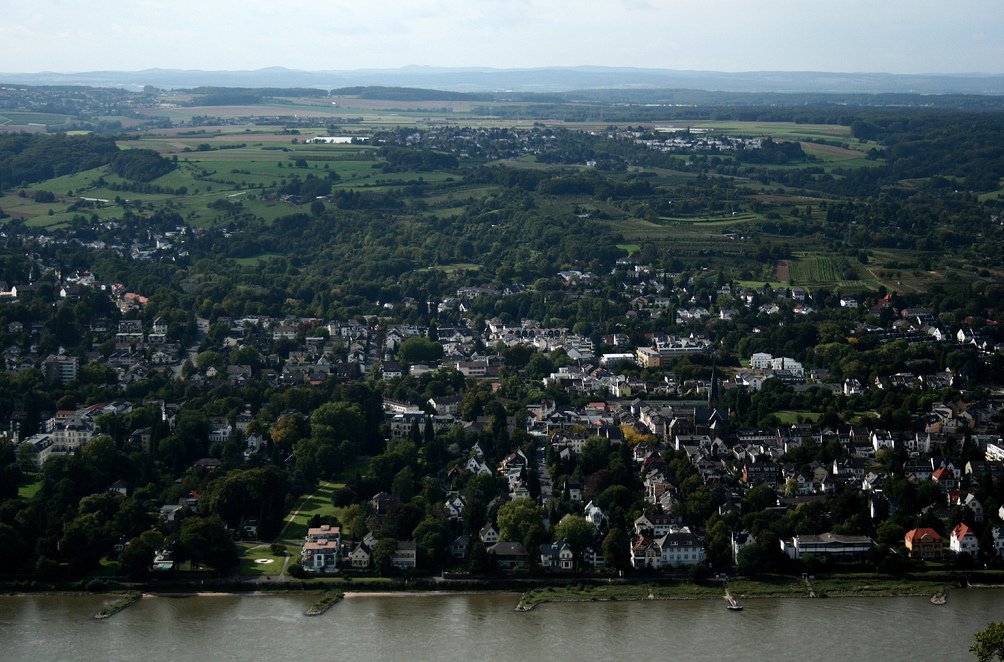
Mehlem

Mehlem es una parte del distrito de Bad Godesberg en la ciudad alemana de Bonn, con unos 8.600 habitantes. 
Se emplaza en el valle del Rin, en donde este río se estrecha, junto a la frontera del Estado federal de Renania-Palatinado. Es precisamente su paseo junto al río que la hace conocida, con vista directa al monte Drachenfels, ilustremente retratado por el pintor André Osterritter en los años 1950.
Algunos inmigrantes de Mehlem poblaron la localidad uruguaya de Nuevo Berlín y la colonia de Nueva Mehlem, a la cual le dieron nombre.